# Museos Reales de Bellas Artes de Bélgica
Los Museos reales de Bellas Artes de Bélgica (en francés: Musées royaux des Beaux-Arts de Belgique; en neerlandés: Koninklijke Musea voor Schone Kunsten van België) son un conjunto de seis centros de arte que se cuentan entre los más famosos museos de Bélgica. Todos ellos se hallan en la capital del país, Bruselas.
El edificio principal está situado en la zona centro de Bruselas, a una distancia a pie de cinco minutos desde otros monumentos importantes como el Palacio de Justicia, el Museo de Instrumentos Musicales (MIM), y la Porte de Namur (Naamsepoort). Dicho edificio alberga tres de los museos: el Museo de Arte Antiguo, llamado Old Masters (Musée Old Masters/Old Masters Museum), el Museo Magritte (Musée Magritte/Magritte Museum) y el Museo Fin de Siglo (Musée Fin de siècle/Fin-de-Siècle Museum). El Museo de Arte Moderno (Musée d'art moderne/Modern Museum) se encuentra actualmente cerrado en espera de reubicar su colección. 
Los otros dos museos del grupo, el Museo Constantin Meunier y el Museo Antoine Wiertz, dedicados a estos artistas belgas en particular, son mucho más pequeños y se ubican en diferentes lugares de la ciudad.
Los Museos reales contienen más de 20 000 dibujos, esculturas y pinturas, que datan desde principios del siglo XV hasta la actualidad.

## Historia
En 1794 los museos fueron saqueados por los revolucionarios franceses. Cuatro años más tarde Guillaume Bosschaert fue nombrado conservador de la colección, y puso todo su esfuerzo en recuperar las obras desaparecidas. 
En 1801, el primer cónsul Bonaparte fundó el Museo de bellas artes de Bruselas ─que en ese momento era una ciudad francesa─ al que dotó de numerosas obras procedentes del Louvre. El museo abrió sus puertas en 1803, pasando a propiedad de la ciudad de Bruselas. Se abría al público los jueves y sábados, y los artistas estaban autorizados a trabajar en él los demás días de la semana.
Durante el Reino de los Países Bajos, el rey Guillermo I intentó ampliar las colecciones y el edificio de la antigua corte, donde se ubica actualmente el museo. Tras la independencia de Bélgica, el museo, que seguía perteneciendo a la ciudad de Bruselas, fue cedido al Estado belga. En 1845 se añadió una sección consagrada al arte moderno belga.
En 1919, el museo cambió su nombre y se convirtió en Museo real de bellas artes de Bélgica. Este nombre se modificó de nuevo en 1927, tomando el actual: Museos Reales de Bellas Artes de Bélgica.

## MuseoOld Masters
El Museo de Arte Antiguo posee una extensa colección de pinturas, esculturas y dibujos de los siglos XV al XVIII. La parte medular del museo está formada por la pintura flamenca, en la que se incluyen cuadros de:
- Rogier van der Weyden: Piedad; Laurent Froimont; Retrato de Antoine de Bourgogne (también conocido como El hombre de la flecha)
- Robert Campin (antes llamado el «Maestro de Flémalle»)
- Dierick Bouts: Ejemplo de justicia del emperador Otón
- Petrus Christus: Piedad
- Brueghel: La caída de los ángeles rebeldes (1562); El empadronamiento de Belén (1566); La caída de Ícaro; Paisaje de invierno con patinadores y trampa para los pájaros
- Anthony van Dyck: La Piedad (de la que hay una réplica en el Museo del Prado); Retrato del escultor François Duquesnoy
- Jacob Jordaens: El rey bebe
- Frans Snyders: Bodegón de cocina, llamado La despensa
- Jan Adriaensz Berkheyde: La plaza de Haarlem (hacia 1680)

El museo cuenta con una «Sala Rubens», que alberga más de 20 cuadros de este artista, algunas de ellas grandes composiciones, como la Adoración de los Magos, Ascenso al Calvario (también conocido como El camino del Calvario, 1636) o el Martirio de San Lieven.
Una de las obras más famosas es la Muerte de Marat, obra de Jacques-Louis David.

## Museo Magritte
Con más de 200 obras, el Museo Magritte posee la colección más rica del pintor surrealista belga René Magritte. Inaugurado el 20 de mayo de 2009, se ubica en uno de los edificios adyacentes al Museo Old Masters. Sus fondos provienen principalmente de donaciones y de los legados de la escritora surrealista belga Irene Scutenaire-Hamoir y de la viuda del pintor, Georgette Magritte.

## Museo Wiertz
La vida y la obra de Antoine Wiertz (1806-1865) se exponen en el corazón del quartier Léopold, en el antiguo taller del pintor. Forma parte de los Museos Reales desde 1868, y expone el conjunto de obras legadas al estado tras la muerte del artista. Este museo de ambiente único ofrece una impactante panorámica de sus pinturas monumentales, estatuas y esbozos marcados por el movimiento romántico belga.

## Museo Meunier
En 1899, Constantin Meunier mandó construir una casa que le sirviera tanto de vivienda como de taller. El Estado compró la casa en 1936 y la reconvirtió en museo del pintor y escultor realista. Hoy alberga 150 obras y documentos que ponen de manifiesto un pasado industrial belga en plena expansión. Entre 2014 y 2015, los Museos Reales organizaron una exposición retrospectiva consagrada a Constantin Meunier.

## MuseoFin de siècle
Este museo reúne obras de pintura, escultura, fotografía, poesía, literatura, ópera, arquitectura y artes aplicadas que abarcan el periodo desde 1865 ─fundación de la Société libre des beaux-arts en Bruselas─ hasta 1914. Inaugurado el 6 de diciembre de 2013, el museo presenta obras de artistas como  Constantin Meunier, James Ensor, Henri Evenepoel, Fernand Khnopff, Léon Spilliaert o George Minne.
Centrado en colecciones pluridisciplinares, el museo está asociado con la Biblioteca Real, el Teatro Real de la Monnaie, los Museos Reales de Arte e Historia, la Cinemateca, la Biblioteca Wittockiana y la Fundación Rey Balduino, así como con la Región de Bruselas Capital.

## Museo de Arte Moderno
La colección de arte moderno es objeto en la actualidad de un proyecto de reubicación. Las exposiciones temporales tituladas «Le choix des conservateurs» han permitido presentar un cierto número de obras de forma alterna a la espera de que esta rica colección se exponga en el futuro en el edificio Citroën. El nombre que llevará este nuevo museo será «Kanal».

## Galería

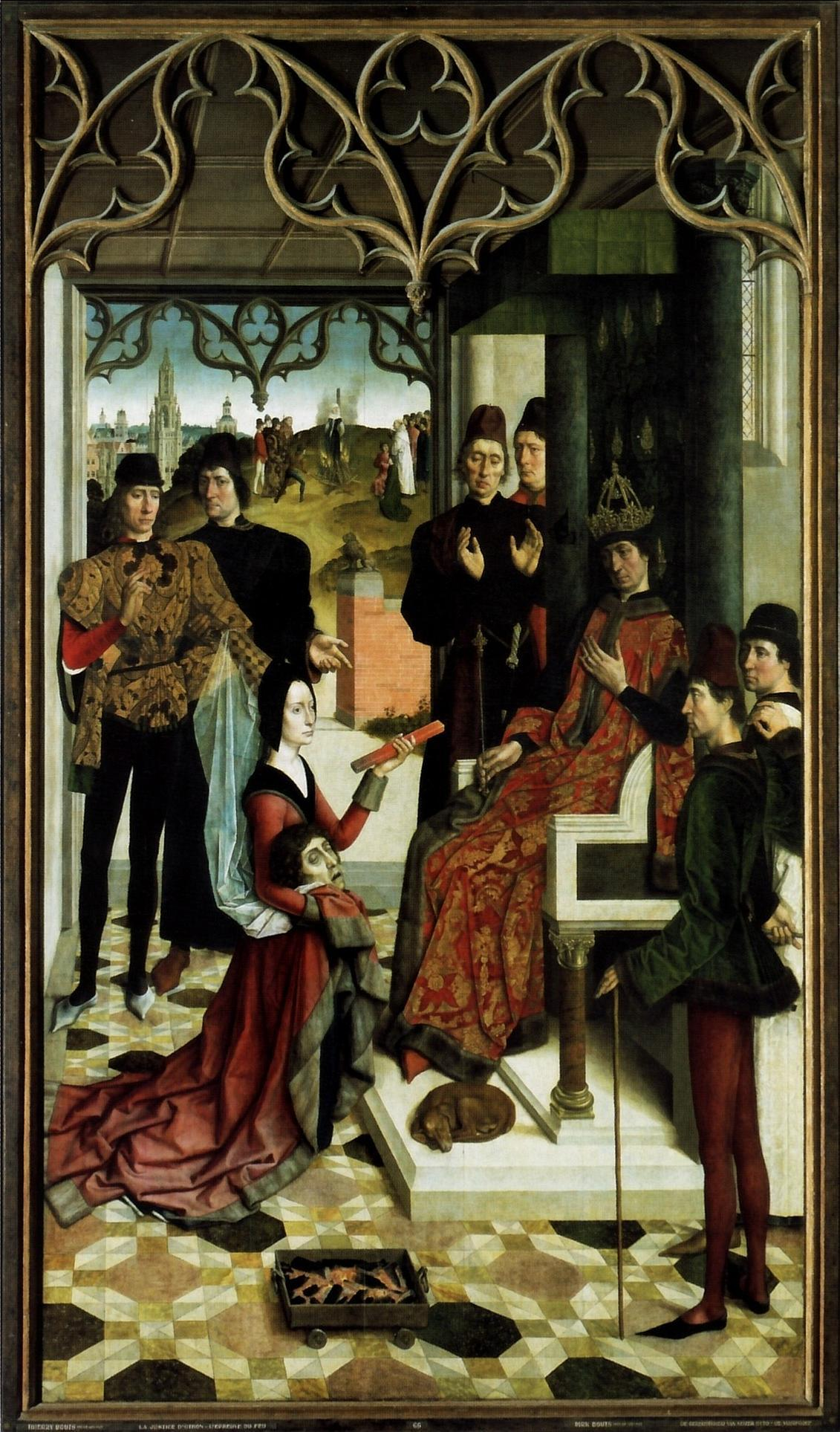
Dirk Bouts: Ejemplo de justicia del emperador Otón
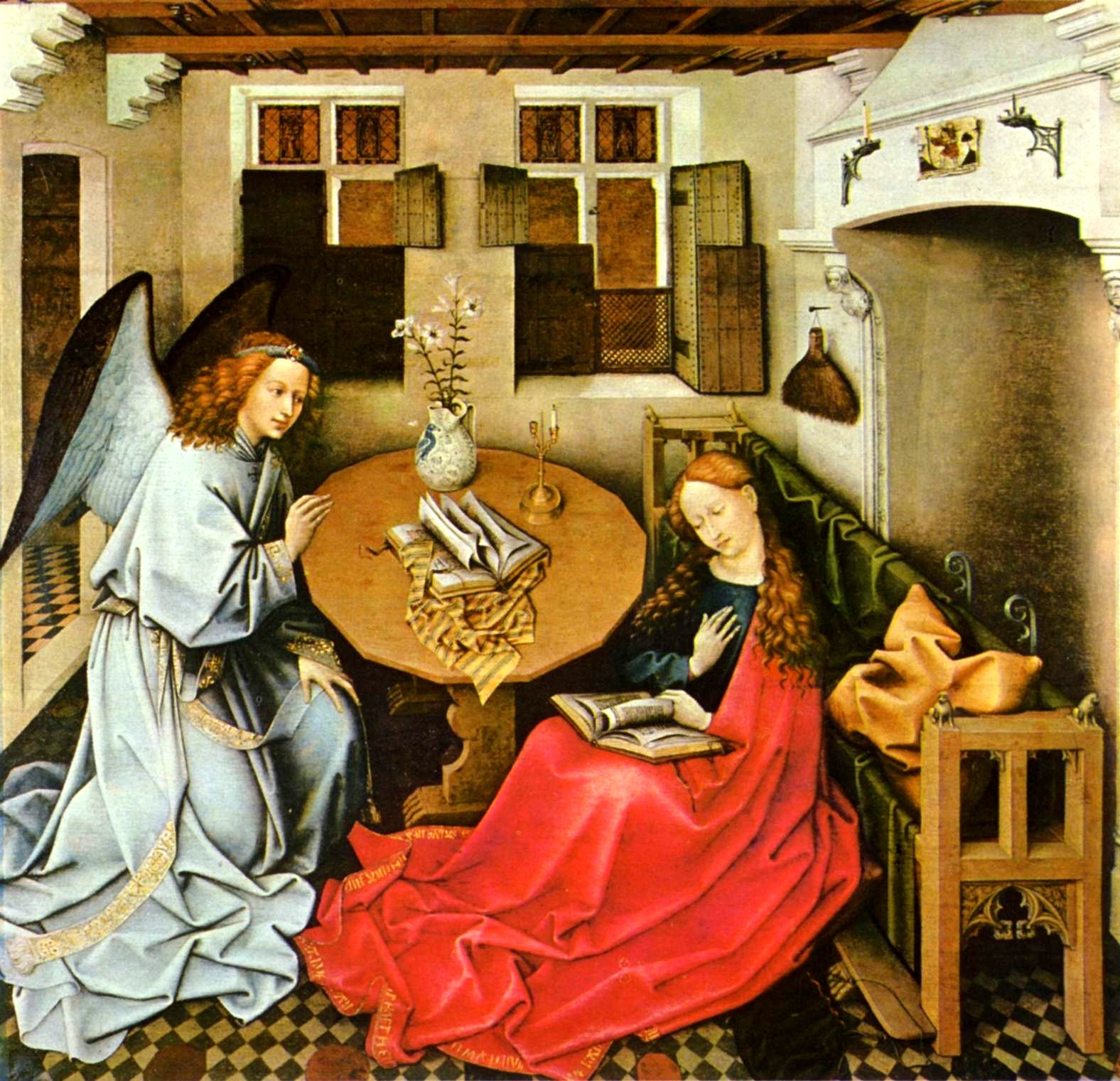
Robert Campin: Anunciación
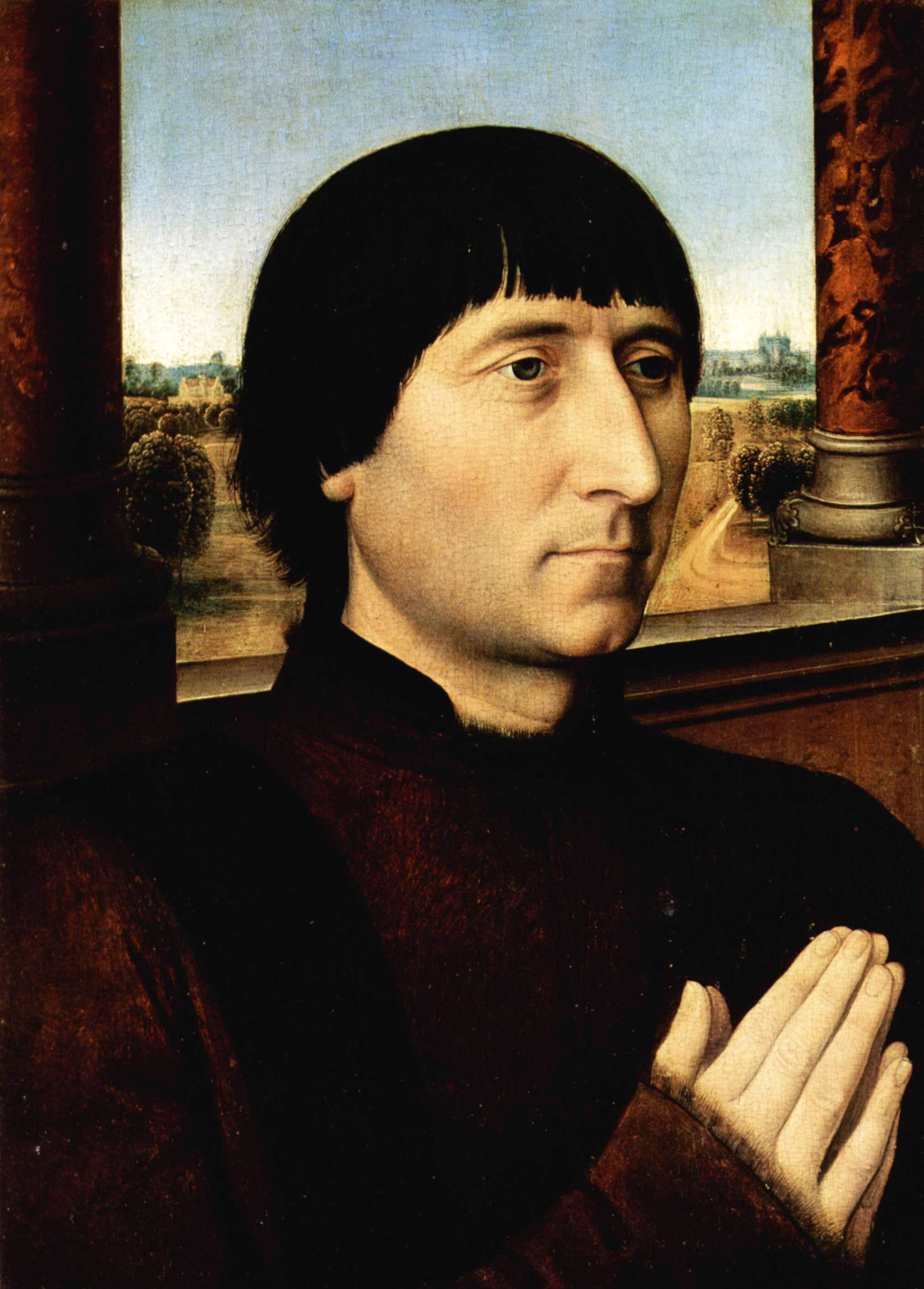
Hans Memling: Retrato de Willem Moreel
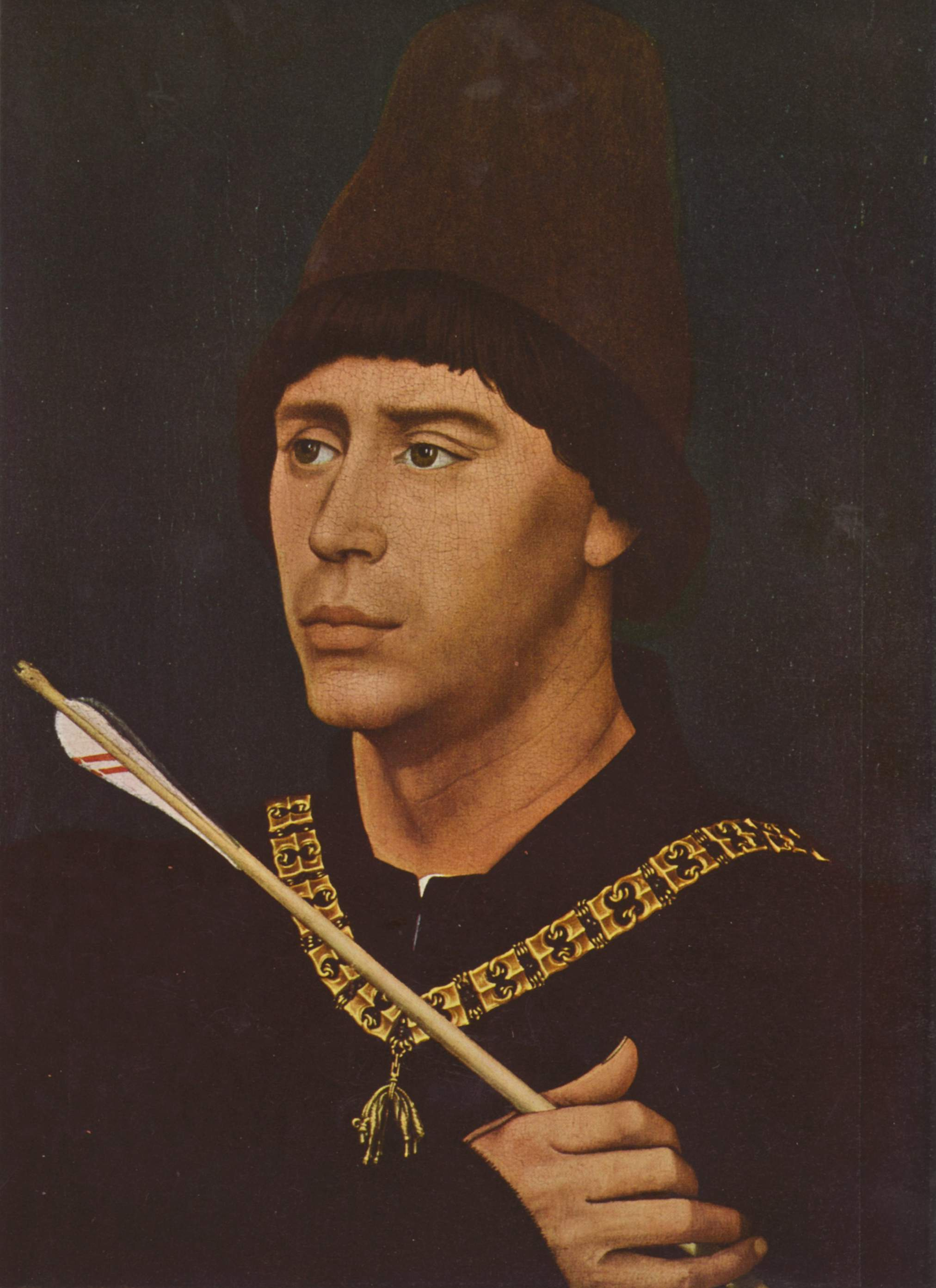
Rogier van der Weyden: Retrato de Anton von Burgund
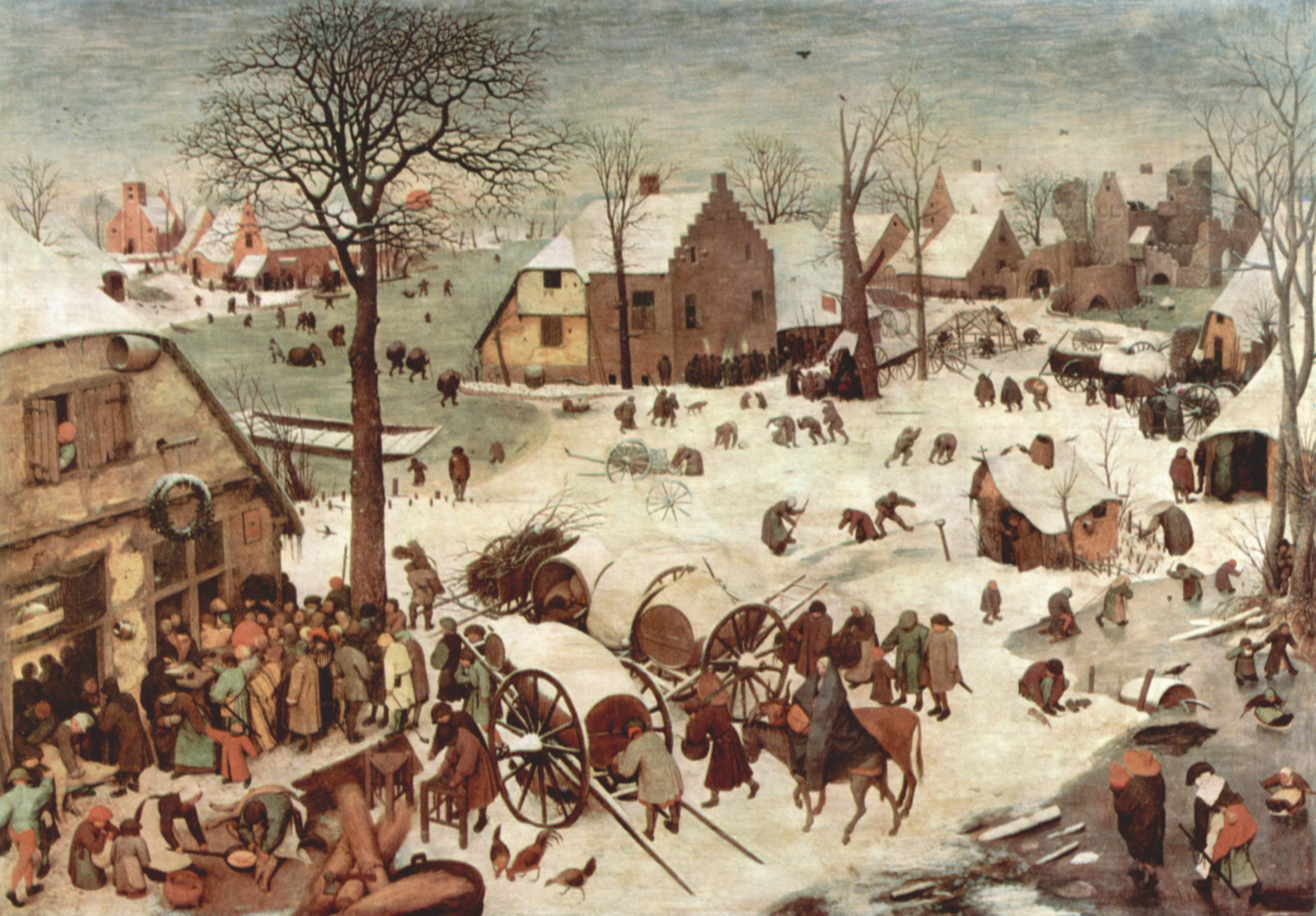
Pieter Brueghel el Viejo: El empadronamiento en Belén
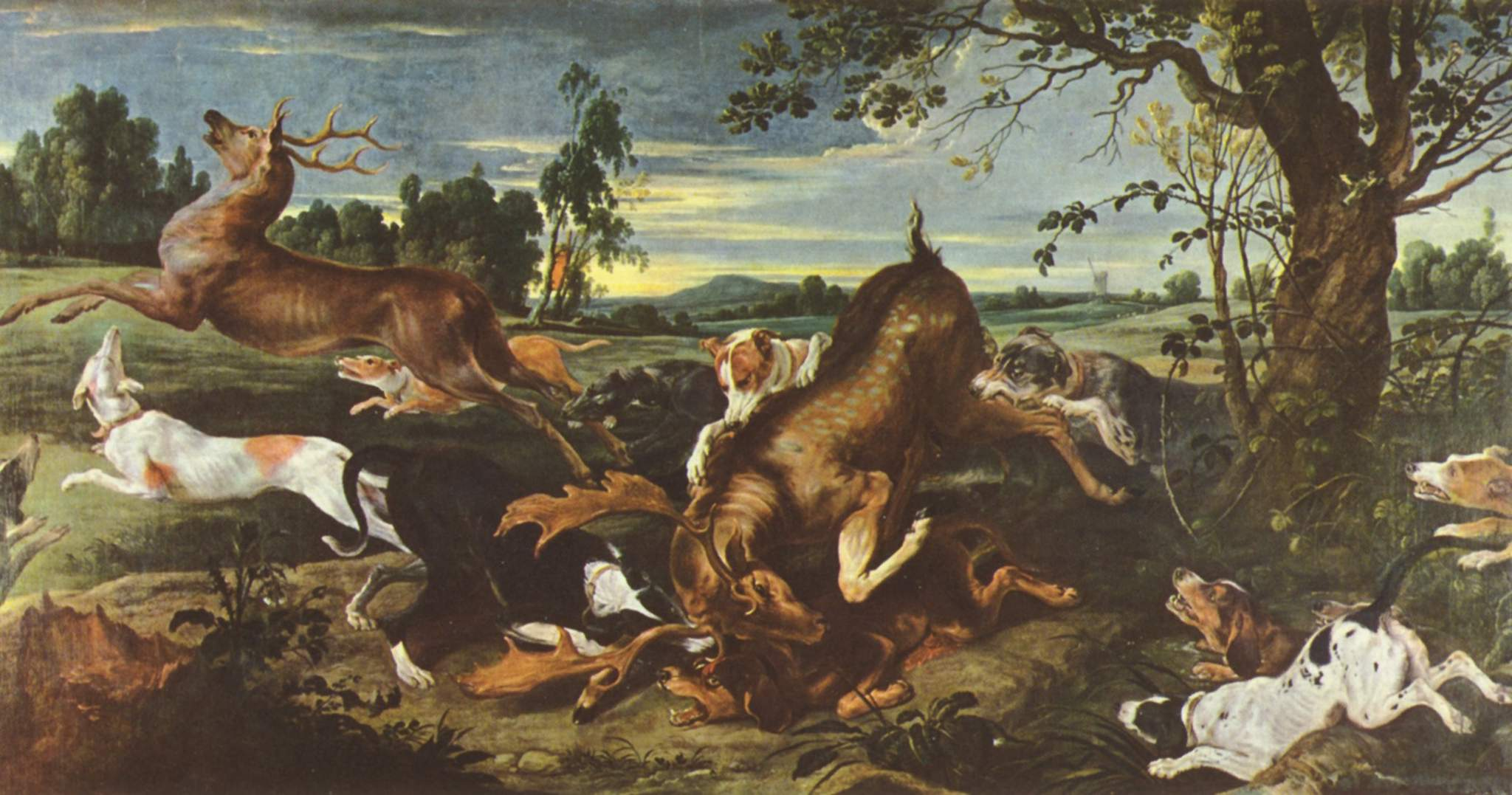
Frans Snyders: Caza del ciervo
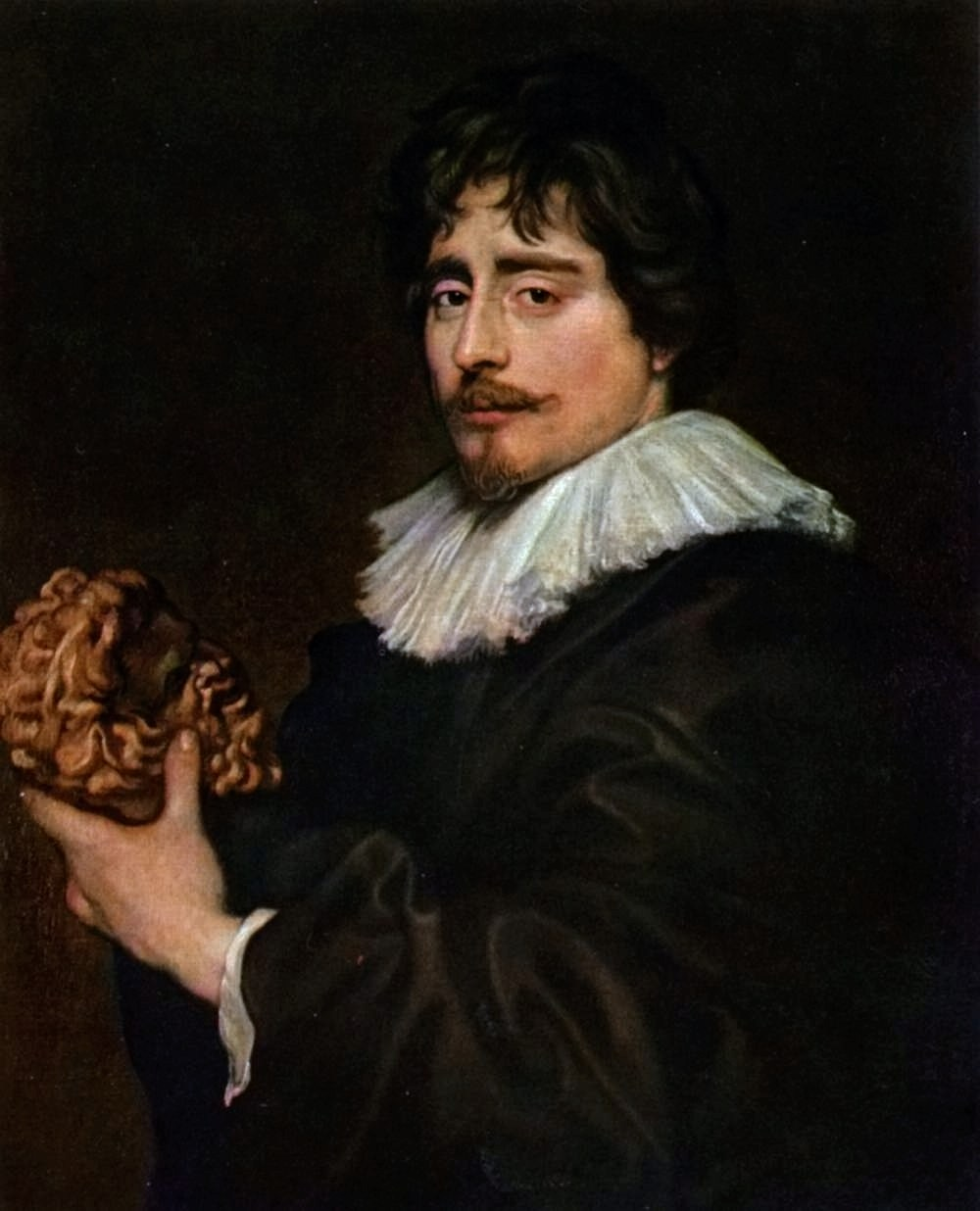
Anton Van Dyck: Retrato del escultor François Duquesnoy
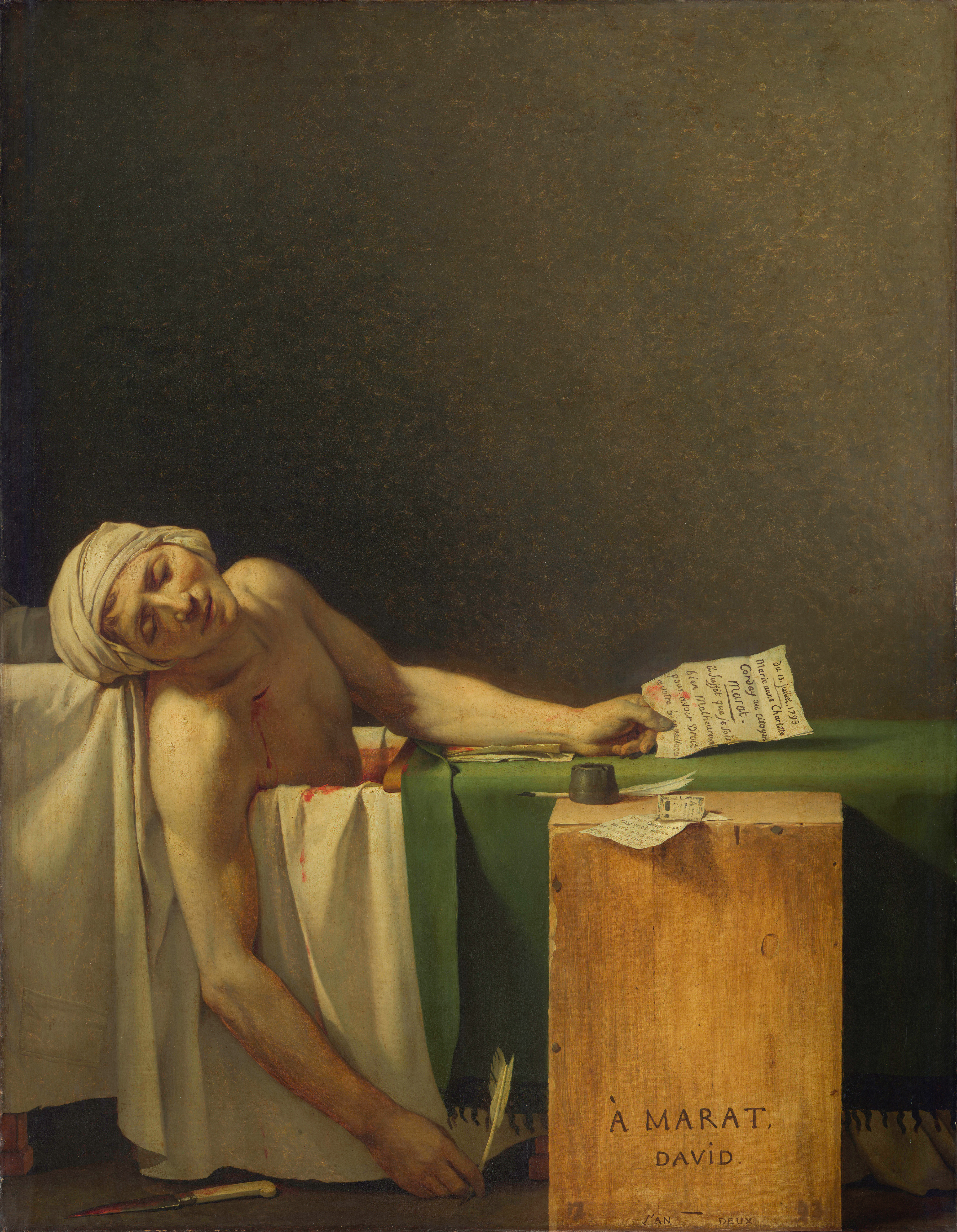
Jacques-Louis David: Muerte de Marat
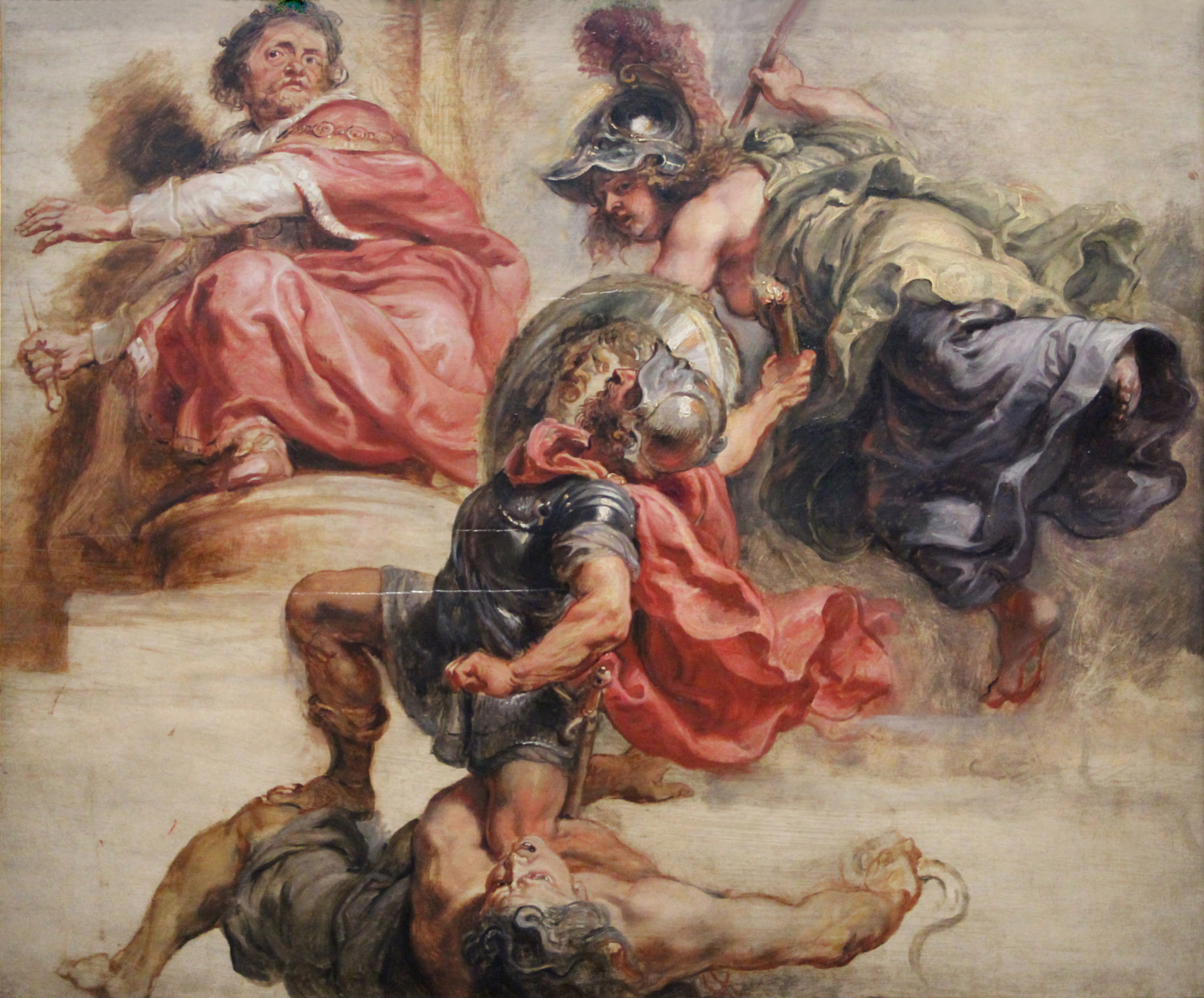
Peter Paul Rubens: Sabiduría victorioso della guerra y la discordia
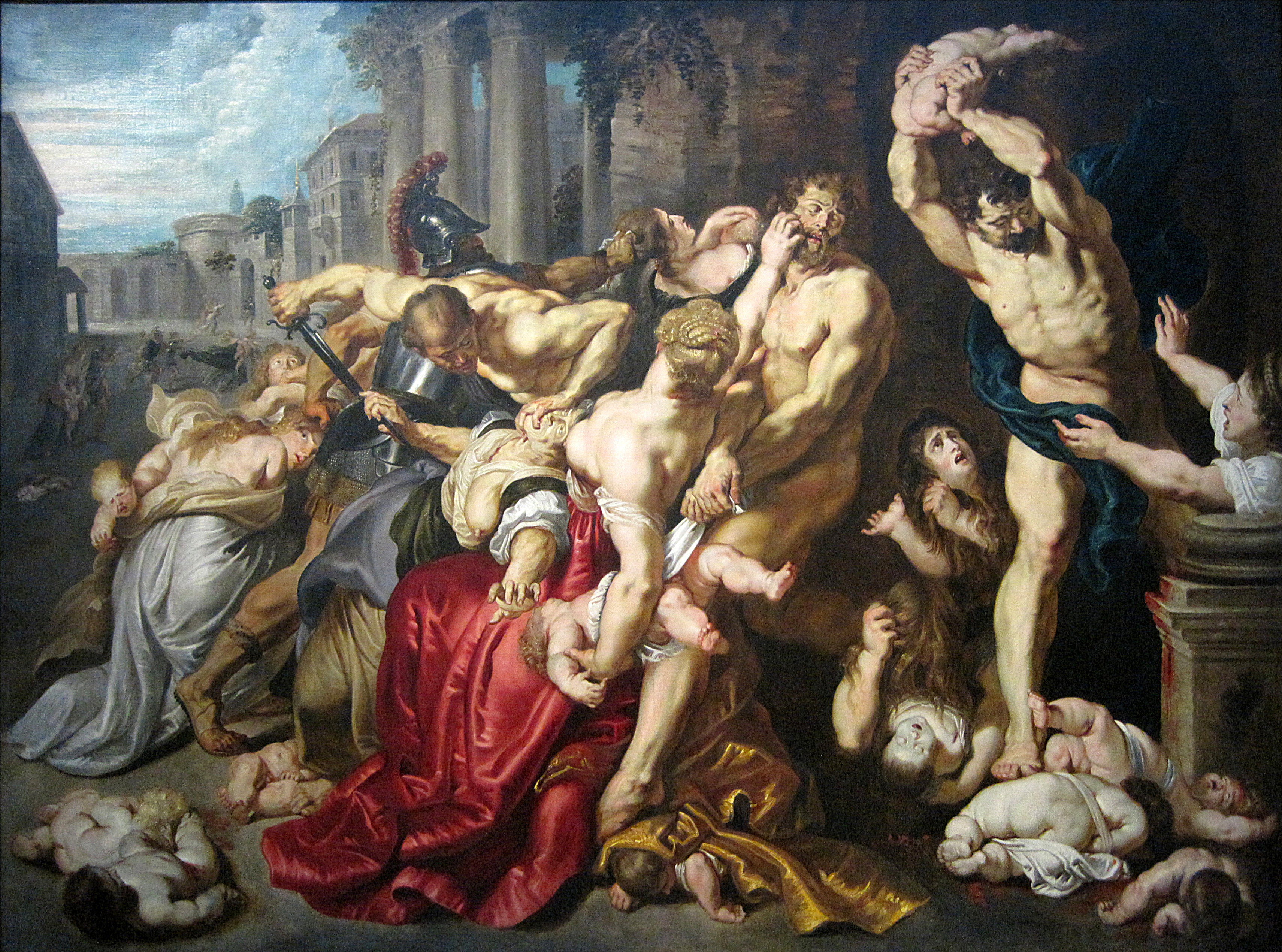
Taller de Peter Paul Rubens: La Masacre de los Inocentes